# Svenska Fäktförbundet
Svenska Fäktförbundet är ett specialidrottsförbund för fäktning i Sverige. Det bildades 1904 och valdes in i Riksidrottsförbundet samma år. Förbundets kansli ligger i Idrottens hus i Stockholm. Ordförande är Otto Drakenberg.